# Мур, Роберт Стивен
Роберт Стивен Мур (англ. Robert Steven Moore; род. 18 января 1952, Нэшвилл, США) — американский певец, композитор, музыкант и мультиинструменталист. Яркий представитель американской кассетной культуры и аутсайдер-сцены, автор более 400 альбомов.
В 2005 году газета The New York Times назвала его «лоу-фай-легендой». Его называли «крестным отцом домашней записи».
31 декабря 2019 года Роберт Стивен Мур заявил на своем веб-сайте: «Абсолютно никаких будущих песен, записей, выступлений, путешествий, интервью».

## Биография
Родился в семье Боба Мура — басиста и продюсера, который работал с такими звёздами, как Рой Орбисон, Джери Ли Льюис и Элвис Пресли. Его первый опыт звукозаписи в профессиональной студии состоялся в 7 лет: вместе с популярным исполнителем Джимом Ривзом  Роберт исполнил песню «But you love me Daddy» (песня была издана лишь в 1969 году, когда самого Джима Ривза не было в живых). Мур отмечает, что эта запись, несомненно, повлияла на его будущее творчество, и нередко включает эту запись в свои сборники.
К 14 годам Мур освоил гитару, клавишные и барабаны, и примерно в это время начал делать самостоятельные записи на родительский магнитофон, исполняя самостоятельно все партии. В это же время, со своими школьными друзьями он собрал группу, которая называлась "The Marlborough", а также устроился на студию своего отца "Mimosa Music" в качестве сессионного музыканта и помощника.
Его дядя — Гарри Палмер, родной брат его матери, в 1960-е годы был активным участником бостонской фолк-сцены. Дядя разглядел в своём племяннике талант, попросил выслать ему всё, что Мур записал на плёнку. Получив и прослушав записи, он собрал воедино то, что ему больше всего понравилось, и получился дебютный альбом Р. Стиви Мура Phonography.
Пластинка была издана в июле 1976 года на личные сбережения Мура под маркой его же лейбла Vital тиражом всего в сотню копий. В 1979 году он был переиздан с другой обложкой на лейбле «H. P. Music» уже на средства его дяди. Альбом был замечен и получил положительные отзывы. В этом альбоме Мур самостоятельно исполнил все партии, экспериментируя со звуком, использовал ревербераторы, наложения звуков, крутил плёнку в разных направлениях и на разных скоростях, применял бытовые шумы. Со временем этот альбом стал культовым для ряда музыкантов, а в 1996 году журнал Rolling Stone внёс его в список «пятидесяти наиболее значимых инди-записей».
В конце 1970-х Мур переезжает из Нэшвилла в Нью-Джерси, записывает мини-альбом Stance и альбом Delicate Tention. Работает на фриформ-радиостанции WFMU, где ставит неформатную музыку, приглашает гостей, и всячески просвещает своих слушателей. Этот радио-период, наиболее плодовит новыми релизами: каждую неделю Стив готовит новый выпуск своей передачи, и нередко случается так, что по сути эти эфиры являются ничем иным как его новой 60-минутной кассетой, представляющей собой компиляцию из его старых и новых записей, звуковых коллажей, размышлений перед микрофоном, или песнями, исполняемыми в душе: свободный формат радиостанции поощрял любые эксперименты, направленные на борьбу с повседневностью радиоэфира.
Параллельно с выпуском виниловых альбомов и работой на радио, распространяет домашние записи: он пишет их постоянно, тот же Phonography изначально как таковой и не задумывался — а был составлен из нескольких домашних записей, сделанных в период с 1974—1976 годов. Среди домашних записей кроме собственных песен встречаются кавер-версии песен The Beatles, Bee Gees, Боба Дилана и других музыкантов. Записи распространяются в основном на компакт-кассетах. Чтобы систематизировать эти стихийные выпуски, в 1981 году Мур создает кассетный лейбл RSM Cassette Club, и первым делом затевает большое переиздание своих записей с катушек и кассет начиная с 1968 года. Чуть позже, в 1984 году, часть записей из этих переизданий выходит на парижском лейбле New Rose Records в виде компиляции на двойном виниловом альбоме, который назывался Everything You Always Wanted To Know About R Stevie Moore But Were Afraid To Ask («Всё что вы хотели знать о Р. Стиви Муре, но боялись спросить»). Альбом получил популярность во Франции, сингл «Chantilly Lace» надолго прописался в местных чартах, а Стиви Мур посетил страну с рядом концертов и был тепло встречен публикой и прессой.
Во второй половине восьмидесятых Мур выпускает ряд полноформатных альбомов, среди которых What’s The Point, Verve, Glad Music, Teenage Spectacular и множество самиздат-кассет.
В 1988 году покупает видеокамеру и начинает снимать свои домашние видеоклипы.
В 2010 году переезжает в родной Нэшвилл, собирает свой необъятный архив, пишет новые песни и выступает на концертах.
В 2011 году проводит большой концертный тур, посетив Европу.
В 2012 году написал песню «Free to Pussy Riot» в поддержку российской панк-группы Pussy Riot.

## Частичная дискография
- Next (1974)
- Phonography (1976) Vital, (1978) H.P. Music, (1998) Flamingo, (2009) Recommended, (2010) Sundazed
- Delicate Tension (1978) H.P. Music, (2004) Cordelia
- Clack! (1980)
- Everything (R. Stevie Moore album) (1984) New Rose
- What’s The Point?!! (1984) Cuneiform
- Verve (R. Stevie Moore album) (1985) Hamster
- Glad Music (1986) New Rose
- R. Stevie Moore (1952-19??) (1987) Cordelia
- Teenage Spectacular (1987) New Rose
- Warning (1988) New Rose
- Thoroughly Years (Phonography 2) (1989) Hamster
- Has-Beens and Never-Weres (1990) Heliotrope
- Greatesttits (1990) Fan Club
- Contact Risk (1993) Fruit Of The Tune
- Revolve (1995) Pink Lemon
- Objectivity (with Yukio Yung) (1997) JAR Music
- The Future Is Worse Than The Past (1999) Megaphon
- Dates (with Dave Gregory) (1999) — (self-released)
- FairMoore (with Jad Fair) (2002) Old Gold
- Hundreds of Hiding Places (2002) Megaphon
- Hobbies Galore (His Best 24) (2003) Lost Frog (mp3)
- Nevertheless Optimistic (2003) Innova
- Tra La La La Phooey! (2004) Comfort Stand (mp3)
- The Yung and Moore Show Vs. The Whole Goddam Stinkin' World (with Yukio Yung) (2006) Orgone
- Disorganized Overactivity Or Tabitha Soren (2006) Forty-Seven (mp3)
- Meet The R. Stevie Moore (2008) Cherry Red
- Special Needs (2008) Park the Van (mp3)
- Me Too (2009) Cherry Red
- Advanced (2011) 2000 Records
- Lo Fi Hi Fives (2012) OGenesis Records
- Hearing Aid (2012) Megaphone